# Lista celor mai lungi poduri cu grinzi continue din lume

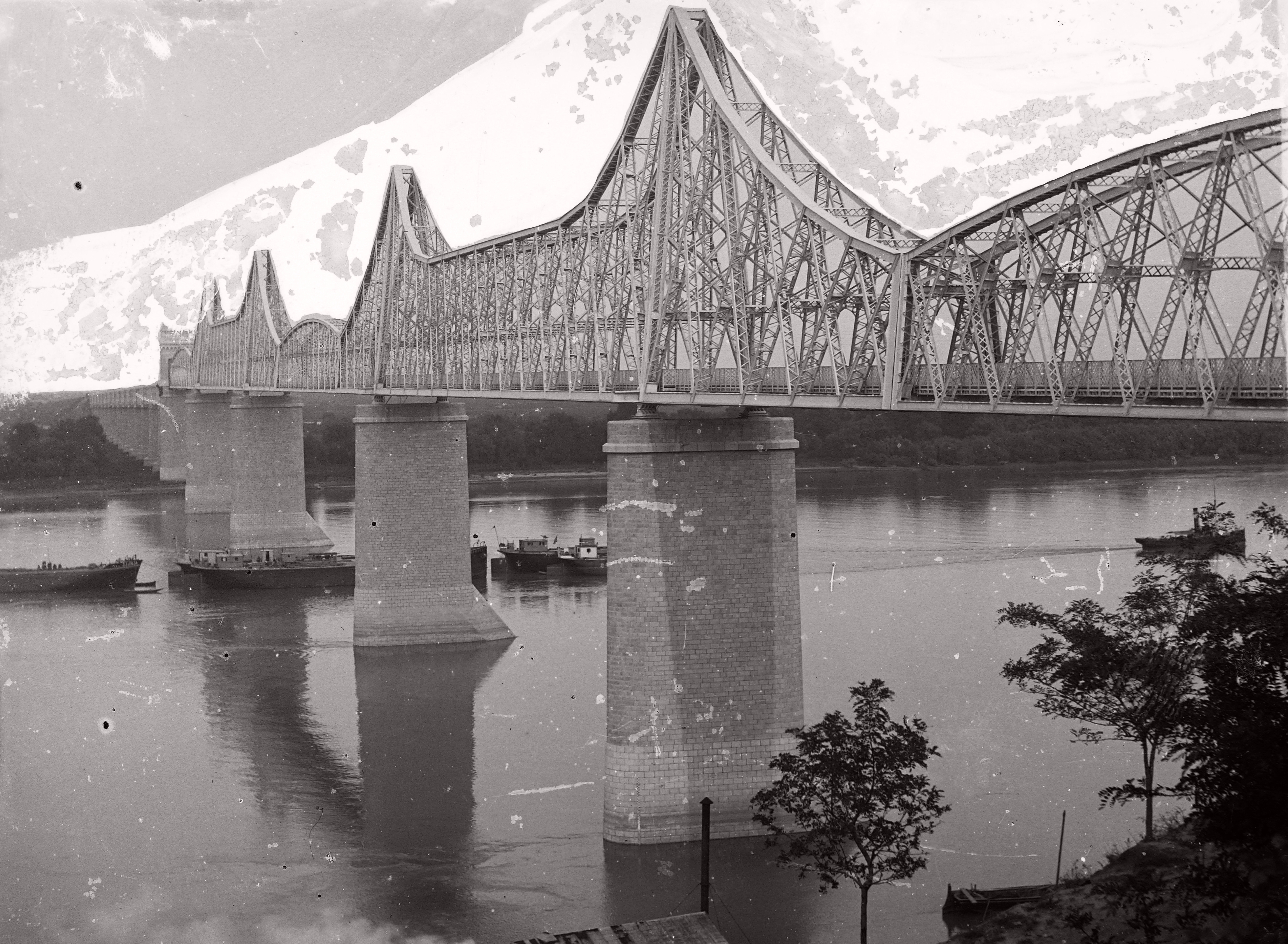
Podul Regele Carol I peste fluviul Dunărea, la inaugurare (1895) era cel mai lung complex de poduri construit în România și al treilea ca lungime din lume, iar deschiderea centrală de era cea mai mare din Europa continentală

Lista celor mai lungi poduri cu grinzi cu zăbrele continue din lume clasifică podurile și viaductele cu grinzi cu zăbrele din oțel continue în funcție de deschiderea lor maximă. 
Lungimea traveei principale este cea mai comună modalitate de a clasifica podurile și viaductele, deoarece se corelează de obicei cu complexitatea inginerească implicată în proiectare și construcție. Dacă un pod are o deschidere mai mare decât un altul, nu înseamnă neapărat că acel pod este mai lung de la mal la mal față de celălalt.
De asemenea, este posibilă clasificarea podurilor cu grinzi cu zăbrele continue în funcție de lungimea grinzii continue. Dacă podul are un rost de dilatare (o discontinuitate), secțiunile învecinate ale podului sunt considerate separate (conform definiției unui pod continuu). De exemplu, Podul Yoshima din Japonia este format din două secțiuni continue cu structură de tip grindă cu zăbrele, care totalizează cinci deschideri. Prima secțiune continuă include 2 deschideri, de 125 și 137 metri, iar a doua secțiune include 3 deschideri, de 175, 245 și 165 metri. În tabel a fost luată în considerare secțiunea cea mai lungă, de 585 metri.
În tabel au fost luate în considerare podurile și viaductele a căror deschidere maximă depășește lungimea de 200 de metri. Ordinea este descrescătoare, în funcție de valorile deschiderii maxime.

## Lista celor mai lungi poduri cu grinzi cu zăbrele continue din lume
| Imagine | Nume | Lungime totală grindă (m) | Deschidere maximă (m)                                      | Locație                                                           | Țară          | Coordonate                                                         | An   | Observații | Note           |
|         | |                           |                                                            |                                                                   |               |                                                                    |      | |                |
| ------- | --- | ------------------------- | ---------------------------------------------------------- | ----------------------------------------------------------------- | ------------- | ------------------------------------------------------------------ | ---- | --- | -------------- |
|         | Podul Ikitsuki (în japoneză 生月大橋, transliterat: Shēng yuè dàqiáo)                                                                                           | 800                       | 400 (200 + 400 + 200)                                      | Insula Hirado – Insula Ikitsuki, Prefectura Nagasaki              | Japonia       | 33°21′10″N 129°26′21″E / 33.35289214776661°N 129.43906057636246°E  | 1991 | pod rutier peste strâmtoarea Tatsunoseto, ruta Ikitsuki-Ohashi, podul cu grinzi cu zăbrele continue cu cea mai lungă deschidere maximă din lume                                                                  | [ S 2 ] [ 3 ]  |
|         | Podul Astoria-Megler (în engleză Astoria-Megler Bridge) | 620                       | 375,8                                                      | Astoria, Oregon – Point Ellice, Washington                        | Statele Unite | 46°13′01″N 123°51′47″W / 46.217°N 123.863°V                        | 1966 | pod rutier peste fluviul Columbia, U.S. Route 101, podul cu grinzi cu zăbrele cu cea mai lungă deschidere maximă din lume între 1966 și 1991                                                                     | [ S 3 ]        |
|         | Podul feroviar Nanjing Dashengguan peste fluviul Yangtze (în chineză: 南京大胜关长江大桥 (铁路), transliterat: Nánjīng dà shèng guān chángjiāng dàqiáo (tiělù)) | 1.615                     | 336 (108 + 192 + 336 + 192 + 108)                          | Nanjing, Jiangsu                                                  | China         | 31°57′38″N 118°37′49″E / 31.96047250730957°N 118.6301673699444°E   | 2010 | pod feroviar peste fluviul Yangtze, Calea ferată de mare viteză Beijing–Shanghai, Calea ferată de mare viteză Shanghai–Wuhan–Chengdu, Linia 3 a metroului din Nanjing                                            | [ S 4 ]        |
|         | Podul Oshima (Yamaguchi) [în japoneză 大島大橋 (山口県), transliterat: Ōshima Ōhashi (Yamaguchi ken)]                                                           | 628                       | 325                                                        | Ohata, Yanai – Komatsu Seto, Insula Yashiro, Prefectura Yamaguchi | Japonia       | 33°57′30″N 132°11′07″E / 33.958284460820984°N 132.1853233781974°E  | 1976 | pod pietonal și rutier peste strâmtoarea Obatakeseto, Ruta Națională 437, sub grinda podului este amplasată conducta de alimentare cu apă a insulei Yashiro și o rețea de fibre optice pentru conexiuni internet | [ S 5 ]        |
|         | Podul Tenmon (în japoneză 天門橋, transliterat: Tenmonkyō) | 600                       | 300 (100 + 300 + 100)                                      | Uki – Kamiamakusa, Insula Oyano, Prefectura Kumamoto              | Japonia       | 32°36′40″N 130°27′31″E / 32.611197058885075°N 130.4587269463569°E  | 1966 | pod rutier peste strâmtoarea Misuminoseto, Ruta Națională 266 | [ S 6 ]        |
|         | Podul Kuronoseto (în japoneză 黒之瀬戸大橋, transliterat: Kuronoseto ōhashi)                                                                                    | 502                       | 300 (100 + 300 + 100)                                      | Akune – Nagashima, Kuronoseto, Prefectura Kagoshima               | Japonia       | 32°06′23″N 130°10′27″E / 32.10634404612803°N 130.17421373028418°E  | 1974 | pod pietonal și rutier peste strâmtoarea Kuronoseto, Ruta Națională 389 | [ S 7 ]        |
|         | Podul feroviar C & O (Chesapeake & Ohio) (în engleză C & O (Chesapeake & Ohio) Railroad Bridge)                                                                 | 550                       | 259,08                                                     | Cincinnati, Ohio – Covington, Kentucky                            | Statele Unite | 39°05′28″N 84°31′09″W / 39.09122435674098°N 84.51908468901506°V    | 1988 | pod feroviar peste râul Ohio, CSX Transportation | [ S 8 ]        |
|         | Podul Taylor-Southgate (în engleză Taylor-Southgate Bridge) | 528                       | 259,08                                                     | Cincinnati, Ohio – Newport, Kentucky                              | Statele Unite | 39°05′46″N 84°30′02″W / 39.09611849633442°N 84.50063466199863°V    | 1995 | pod pietonal și rutier peste râul Ohio, U.S. Route 27, a înlocuit Podul Cincinnati-Newport, un pod cu ferme construit în 1890 și demolat în 1992                                                                 | [ S 9 ] [ 4 ]  |
|         | Podul Memorial Charles M. Braga Jr. (în engleză Charles M. Braga Jr. Memorial Bridge)                                                                           | 512                       | 256 (116,4 + 256 + 116,4)                                  | Somerset – Fall River, Massachusetts                              | Statele Unite | 41°42′33″N 71°10′10″W / 41.709232184233166°N 71.16953151399089°V   | 1966 | pod rutier peste râul Taunton, Interstate 195 | [ S 10 ]       |
|         | Podul Kamagari (în japoneză 蒲刈大橋, transliterat: Kamagari ōhashi)                                                                                            | 510                       | 255                                                        | Insula Kami-Kamagari – Insula Shimokamagari, Prefectura Hiroshima | Japonia       | 34°11′06″N 132°41′04″E / 34.185066948446156°N 132.68448726126726°E | 1979 | pod rutier, Drumul agricol Kamagari | [ S 11 ]       |
|         | Podul Earle C. Clements (Shawneetown) [în engleză Earle C. Clements (Shawneetown) Bridge]                                                                       | 503                       | 251,5                                                      | Old Shawneetown, Illinois – Union County, Kentucky                | Statele Unite | 37°41′29″N 88°07′54″W / 37.69141583304663°N 88.13164602996348°V    | 1955 | pod rutier peste râul Ohio, Illinois Route 13, Kentucky Route 56 | [ S 12 ]       |
|         | Podul Bob Cummings Lincoln Trail [în engleză Bob Cummings Lincoln Trail Bridge]                                                                                 | 825,5                     | 251,3                                                      | Cannelton, Indiana – Hawesville, Kentucky                         | Statele Unite | 37°54′12″N 86°44′39″W / 37.90325210073867°N 86.74422626281009°V    | 1966 | pod rutier peste râul Ohio, Indiana State Road 237, Kentucky Route 69 | [ S 13 ]       |
|         | Podul Cairo I-57 (în engleză Cairo I-57 Bridge) | 500                       | 250                                                        | Charleston, Missouri – Cairo, Illinois                            | Statele Unite | 37°01′27″N 89°12′34″W / 37.02407396372457°N 89.20940181975827°V    | 1978 | pod rutier peste fluviul Mississippi, Interstate 57 | [ S 14 ]       |
|         | Podul Yoshima (în japoneză 与島橋, transliterat: Yoshimabashi)                                                                                                  | 585                       | 245 [(125 + 137) + (175 + 245 + 165)]                      | Insula Yoshima – Insula Hasa, Prefectura Kagawa                   | Japonia       | 34°23′44″N 133°48′40″E / 34.39563551565523°N 133.8112180107878°E   | 1988 | pod rutier și feroviar, parte a Marelui Pod Seto, format din 6 poduri și 4 viaducte, care leagă prefecturile Okayama și Kagawa, Ruta Națională 30, Linia Seto Ohashi                                             | [ S 15 ] [ 2 ] |
|         | Podul Don N. Holt (în engleză Don N. Holt Bridge) | 244                       | 244 (2x122)                                                | Charleston – North Charleston, Carolina de Sud                    | Statele Unite | 32°53′29″N 79°57′50″W / 32.891446099896704°N 79.96380742365797°V   | 1992 | pod rutier peste râul Cooper, Interstate 526 | [ S 16 ]       |
|         | Podul Kingston-Rhinecliff (în engleză George Clinton Kingston–Rhinecliff Bridge)                                                                                | 1.772                     | 243,8                                                      | Kingston, New York                                                | Statele Unite | 41°58′40″N 73°56′45″W / 41.97765748540295°N 73.94596422599435°V    | 1957 | pod rutier peste fluviul Hudson, New York State Route 199 | [ S 17 ] [ 5 ] |
|         | Podul Sakaisuido (în japoneză 境水道大橋, transliterat: Sakaisuidō ōhashi)                                                                                      | 709                       | 240 (96 + 240 + 96)                                        | Matsue, Prefectura Shimane – Sakaiminato, Prefectura Tottori      | Japonia       | 35°32′57″N 133°14′40″E / 35.5491506842654°N 133.24457643663425°E   | 1976 | pod rutier peste strâmtoarea Sakai, Ruta Națională 431 | [ S 18 ]       |
|         | Podul Toyohama (în japoneză 豊浜大橋, transliterat: Toyohama ōhashi)                                                                                            | 543                       | 240                                                        | Insula Teshima – Insula Osakishimojima, Prefectura Hiroshima      | Japonia       | 34°10′18″N 132°48′02″E / 34.17174439201712°N 132.8006406287619°E   | 1992 | pod rutier peste strâmtoarea Teshima, Drumul agricol extins Osaki Shimajima | [ S 19 ]       |
|         | Podul Lake Cumberland (în engleză Cumberland Lake Bridge) | 521,82                    | 239,6                                                      | Burnside, Pulaski County, Kentucky                                | Statele Unite | 36°59′27″N 84°37′09″W / 36.99086414553971°N 84.61917163678429°V    | 2005 | pod rutier peste râul Cumberland, Kentucky Route 90 | [ S 20 ] [ 6 ] |
|         | Podul Memorial Phil G. McDonald (în engleză Phil G. McDonald Memorial Bridge)                                                                                   | 664                       | 239                                                        | Raleigh County, Virginia de Vest                                  | Statele Unite | 37°46′06″N 81°02′25″W / 37.7684105039725°N 81.04020095941577°V     | 1988 | pod rutier peste pârâul Glade, Interstate 64, cel mai înalt pod cu grinzi cu zăbrele din lume (213 m) | [ S 21 ]       |
|         | Podul Rochester-Monaca (în engleză Rochester-Monaca Bridge) | 476                       | 238 (x 2)                                                  | Monaca – Rochester, Pennsylvania                                  | Statele Unite | 40°41′47″N 80°16′53″W / 40.69649165510239°N 80.28138111035027°V    | 1986 | pod rutier peste râul Ohio, Pennsylvania Route 18 | [ S 22 ]       |
|         | Viaductul Brunsbüttel (în germană Hochbrücke Brunsbüttel) | 461,5                     | 237 (112,25 + 237 + 112,25)                                | Brunsbüttel, Schleswig-Holstein                                   | Germania      | 53°55′19″N 9°11′46″E / 53.921860490219686°N 9.196165404338537°E    | 1983 | pod rutier peste Canalul Kiel, Bundesstraße 5 | [ S 23 ]       |
|         | Podul feroviar Sciotoville (în Sciotoville Bridge) | 472,4                     | 236,22 (x 2)                                               | Sciotodale, Ohio – Limeville, Kentucky                            | Statele Unite | 38°45′11″N 82°53′06″W / 38.75301514079628°N 82.88492490434541°V    | 1916 | pod de cale ferată peste râul Ohio, CSX Transportation, podul cu grinzi cu zăbrele cu cea mai lungă deschidere maximă din lume între 1916 și 1945                                                                | [ S 24 ] [ 7 ] |
|         | Podul Dragonul Roșu peste râul Irtîș [în rusă Мост через Иртыш (Красный Дракон), transliterat: Most cerez Irtîș (Krasnîi Drakon)]                               | 1.315,9                   | 231 (3x70 + 94,5 + 136,5 + 231 + 136,5 + 94,5 + 5x70 + 49) | Hantî-Mansiisk, Districtul Federal Ural                           | Rusia         | 60°59′21″N 68°58′50″E / 60.989095604788766°N 68.98066000516054°E   | 2004 | pod rutier peste râul Irtîș, Autostrada Hantî-Mansiisk-Niagan | [ S 25 ]       |
|         | Podul peste pârâul Warm Springs (în engleză Warm Springs Creek Bridge)                                                                                          | 460                       | 229,51                                                     | Sonoma County, California                                         | Statele Unite | 38°42′55″N 123°00′52″W / 38.7153737849074°N 123.01454067735916°V   | 1978 | pod rutier peste pârâul Warm Springs, la vărsarea sa în lacul de acumulare Sonoma | [ S 26 ]       |
|         | Podul Glover H. Cary (Owensboro) [în engleză Glover H. Cary (Owensboro) Bridge]                                                                                 | 615                       | 228,83                                                     | Owensboro, Kentucky – Spencer County, Indiana                     | Statele Unite | 37°46′45″N 87°06′33″W / 37.779257877333905°N 87.1091390790426°V    | 1940 | pod rutier peste râul Ohio, Indiana State Road 161, Kentucky Route 2262 | [ S 27 ]       |
|         | Podul Sewickley (în engleză Sewickley Bridge) | 458                       | 228,6 (114.3 + 228,6 + 114,3)                              | Sewickley – Moon Township, Pennsylvania                           | Statele Unite | 40°31′59″N 80°11′16″W / 40.533060286424025°N 80.1878832248577°V    | 1981 | pod rutier peste râul Ohio, Orange Belt (Pennsylvania) | [ S 28 ]       |
|         | Podul Betsy Ross (în engleză Betsy Ross Bridge) | 444,4                     | 222,2 (111,1 + 222,2 + 111,1)                              | Philadelphia, Pennsylvania – Pennsauken, New Jersey               | Statele Unite | 39°59′06″N 75°03′59″W / 39.98500997151223°N 75.06628574604818°V    | 1976 | pod rutier peste fluviul Delaware, New Jersey Route 90 | [ S 29 ]       |
|         | Podul Hayase (în japoneză 早瀬大橋, transliterat: Hayase ōhashi)                                                                                                | 624                       | 208                                                        | Insula Higashi-Nomi – Insula Kurahashi, Prefectura Hiroshima      | Japonia       | 34°09′19″N 132°29′30″E / 34.15520089647673°N 132.4915373113388°E   | 1973 | pod rutier peste strâmtoarea Hayase, Ruta Națională 487 | [ S 30 ] [ 8 ] |
|         | Podul Matthew E. Welsh (în engleză Matthew E. Welsh Bridge) | 442                       | 221                                                        | Brandenburg, Kentucky Mauckport, Indiana                          | Statele Unite | 38°01′00″N 86°11′50″W / 38.01672227192535°N 86.1973229749835°V     | 1966 | pod rutier peste râul Ohio, Kentucky Route 313, Indiana State Road 135 | [ S 31 ]       |

## Cronologia celor mai lungi poduri cu grinzi cu zăbrele continue
| Perioadă       | Imagine | Nume                                                                                 | Deschidere maximă (m) | Locație                                              | Țară          | Coordonate                                      | An   |
|                |         |                                                                                      |                       |                                                      |               |                                                 |      |
| -------------- | ------- | ------------------------------------------------------------------------------------ | --------------------- | ---------------------------------------------------- | ------------- | ----------------------------------------------- | ---- |
| 1991 – prezent |         | Podul Ikitsuki (în japoneză 生月大橋, transliterat: Shēng yuè dàqiáo)                | 400                   | Insula Hirado – Insula Ikitsuki, Prefectura Nagasaki | Japonia       | 33°21′11″N 129°26′17″E / 33.3531°N 129.4380°E   | 1991 |
| 1966 – 1991    |         | Podul Astoria-Megler (în engleză Astoria-Megler Bridge)                              | 375,6                 | Astoria, Oregon – Point Ellice, Washington           | Statele Unite | 46°13′01″N 123°51′47″W / 46.217°N 123.863°V     | 1966 |
| 1949 – 1966    |         | Podul feroviar Duisburg-Rheinhausen (în germană Duisburg-Hochfelder Eisenbahnbrücke) | 254,5                 | Duisburg-Hochfeld – Duisburg-Rheinhausen, Duisburg   | Germania      | 51°24′28″N 06°44′40″V / 51.40778°N 6.74444°V    | 1949 |
| 1916 – 1949    |         | Podul feroviar Sciotoville (în Sciotoville Bridge)                                   | 236 (x 2)             | Sciotodale, Ohio – Limeville, Kentucky               | Statele Unite | 38°45′10″N 82°53′09″W / 38.752878°N 82.885773°V | 1916 |